# Њу Маркет (Мериленд)
Њу Маркет (енгл. New Market) град је у америчкој савезној држави Мериленд.

## Демографија
По попису из 2010. године број становника је 656, што је 229 (53,6%) становника више него 2000. године.
| Група             | 2000.       | 2010.       |
| Белци             | 400 (93,7%) | 571 (87,0%) |
| Афроамериканци    | 18 (4,2%)   | 36 (5,5%)   |
| Азијати           | 4 (0,9%)    | 15 (2,3%)   |
| Хиспаноамериканци | 5 (1,2%)    | 23 (3,5%)   |
| Укупно            | 427         | 656         |